# S/S Ideal-X

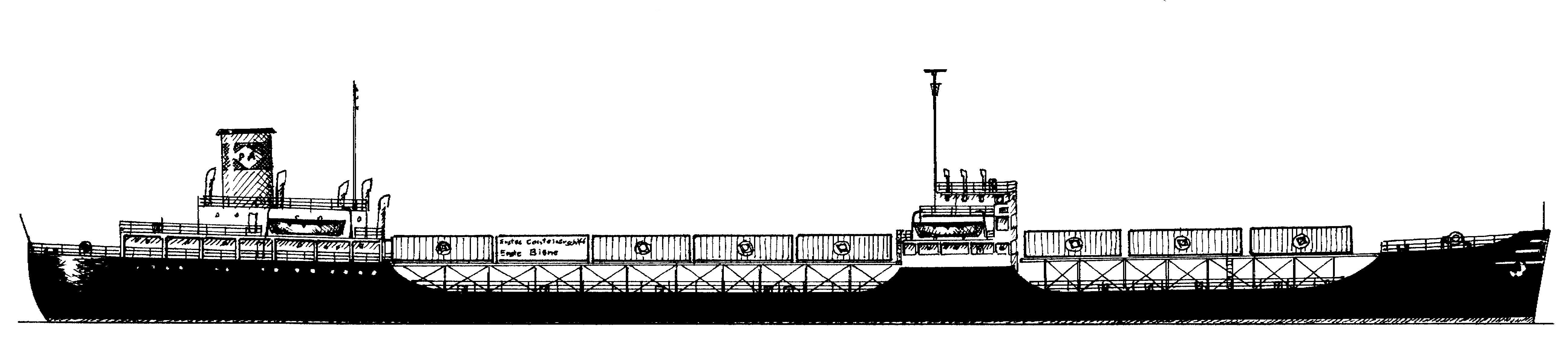
Skiss av S/S Ideal-X.

S/S Ideal-X var det första containerfartyget. Det var ombyggt till att lasta och skeppa containrar. Ideal-X anträdde sin första resa 1956, då hon lämnade hamnen i Newark, New Jersey.